# 10502 Armaghobs
10502 Armaghobs eller 1987 QF6 är en asteroid i huvudbältet som upptäcktes 22 augusti 1987 av den amerikanske astronomen Eleanor F. Helin vid Palomar-observatoriet. Den är uppkallad efter Armagh-observatoriet.
Asteroiden har en diameter på ungefär 3 kilometer.